# Alphaproteobacteria
Alphaproteobacteria is een klasse van bacteriën, behorende tot de Proteobacteria. De meesten zijn grampositief maar bij sommige parasitaire bacteriën ontbreekt Peptidoglycaan en zijn ze bijgevolg gramvariabel.

## Onderverdeling
Hieronder volgen enkele belangrijke orden, families en geslachten van de Alphaproteobacteria:
- Magnetococcidae
  - Magnetococcales
    - Magnetococcaceae
- Rickettsidae
  - Rickettsiales
    - Anaplasmataceae
    - Midichloriaceae
    - Rickettsiaceae

  - Pelagibacterales
    - (subgroepen I–V)[1]
- Caulobacteridae
  - Holosporales
  - Caulobacterales
    - Caulobacteraceae

  - Parvularculales
    - Parvularculaceae

  - Rhizobiales
    - Aurantimonadaceae
    - Bartonellaceae
    - Beijerinckiaceae
    - Bradyrhizobiaceae
    - Brucellaceae
    - Cohaesibacteraceae
    - Hyphomicrobiaceae
    - Methylobacteriaceae
    - Methylocystaceae
    - Phyllobacteriaceae
    - Rhizobiaceae
    - Rhodobiaceae
    - Xanthobacteraceae

  - Rhodobacterales
    - Rhodobacteraceae

  - Rhodospirillales
    - Acetobacteraceae (waaronder de azijnzuurbacteriën)
    - Rhodospirillaceae
    - verschillende ongeklasseerde Rhodospirillales[2]

  - Sneathiellales
    - Sneathiellaceae

  - Sphingomonadales
    - Erythrobacteraceae
    - Sphingomonadaceae

  - Kiloniellales
    - Kiloniella, Kopriimonas, Rhodovibrio en Pelagibius[2]

  - Kordiimonadales
    - Kordiimonas en Rhodothalassium[2]